# رو مو هیون
رو مو هیون (به انگلیسی: Roh Moo-hyun) (زاده ۶ اوت ۱۹۴۶ – درگذشته ۲۳ مه ۲۰۰۹)، سیاست‌مدار اهل کره جنوبی و نهمین رئیس‌جمهور این کشور در بین سال‌های ۲۰۰۳ تا ۲۰۰۸ بود.
او پیش از ریاست جمهوری به عنوان یک فعال حقوق بشر برای دفاع از فعالیت‌های دانشجویی مطرح بود. رو مو هیون در هنگام فعالیت‌های انتخاباتی اش برای کسب پست ریاست جمهوری بر غلبه بر سیاست منطقه‌ای در کره جنوبی تأکید می‌کرد در انتخابات او به شدت از سوی افراد فعال در اینترنت حمایت شد و سایت اینترنتی (OhmyNews) نقش قابل توجهی در تبلیغاتی انتخاباتی او ایفا کرد.
پس از پیروزی در انتخابات سال ۲۰۰۳ دولت رو مو هیون با مشکلاتی مواجه شد. متهم شدن به بی کفایتی، ادعای پرداخت حق سکوت به مخالفان، اختلافات شدید با رسانه‌ها و اصطکاک دیپلماتیک با ژاپن و ایالات متحده آمریکا، از جمله این مشکلات بود. او همچنین نتوانست به وعده‌های انتخاباتی‌اش از جمله انتقال پایتخت و تشکیل ائتلاف ملی با مخالفان جامه عمل بپوشاند.
در آخرین ماه‌های زمامداری رو مو هیون در پست ریاست جمهوری، رسوایی‌های مالی (دریافت رشوه) در ارتباط با دولت او مطرح شد و باعث ایجاد فشار سیاسی بر دولت شد. او مدتی پس از پایان ریاست جمهوری‌اش در ۲۳ مه ۲۰۰۹ با پرتاب خود از بالای یک تپه خودکشی کرد و یک یادداشت خودکشی نیز برجای گذاشت. خود کشی او مورد تأیید پلیس قرار گرفت.